# Köln Comedy Schule
Die Köln Comedy Schule wurde 1998, im Rahmen des Erfolges des Internationalen Köln Comedy Festivals, ins Leben gerufen, um dem Comedy-Nachwuchs eine Entwicklungsmöglichkeit zu geben. Gefördert wurde die Schule von RTL und WDR. Der Betrieb der Schule wurde am 31. Dezember 2002 aus finanziellen Gründen wieder eingestellt.
Lehrinhalte waren: Rollenfindung, Sprechtechnik, Gag-Timing, Camera acting, Impro-Techniken und Medienrecht.
Der Schirmherr für die Dauer des Bestehens war Rudi Carrell.
Zu den Dozenten der Köln Comedy Schule gehörten u. a. Rudi Carrell, Ingo Appelt und Thomas Hermanns.
Bekannte Absolventen der Schule sind u. a. Ingo Oschmann, Mario Barth, Ausbilder Schmidt, Rüdiger Hoffmann, Dagmar Schönleber, Keirut Wenzel, Sigi Gall, Martin Reinl und Ramona Schukraft.